# شهر اشباح (ترانه مدونا)
«شهر اشباح» (به انگلیسی: Ghosttown) ترانه‌ای از خواننده آمریکایی مدونا برای سیزدهمین آلبوم استودیویی وی قلب سرکش (۲۰۱۵) است. ترانه در ۱۳ مارس ۲۰۱۵ بعنوان تک‌آهنگ دوم آلبوم در شبکه‌های رادیویی پخش شد. ترانه توسط مدونا، جیسون اویگن، ایوان باگرت و سین دوگلاس سروده شد و توسط مدونا، بیلبورد و اویگن تهیه شد.